# 澤特納 (加利福尼亞州)
澤特納（英語：Zentner）是位於美國加利福尼亞州克恩縣的一個非建制地區。該地的面積和人口皆未知。

## 地理
澤特納的座標為35°42′11″N 119°10′09″W / 35.70306°N 119.16917°W，而該地的平均海拔高度為137米（即449英尺）。